# STS–29
Az STS–29 jelű küldetés az amerikai űrrepülőgép-program 28., a Discovery űrrepülőgép 8. repülése.

## Küldetés
A küldetés fő feladata volt a harmadik és egyben utolsó kommunikációs műhold, a TDR–D pályára emelése.

## Jellemzői
A beépített kanadai Canadarm (RMS) manipulátorkar 50 méter kinyúlást biztosított műholdak indítása/elfogása, külső munkák, szerelések, a hővédőpajzs külső ellenőrzése céljából.

### Első nap
Az űrrepülőgép február 18-ra tervezett indítása, különböző okok miatt (technikai, meteorológiai) március 13-án valósulhatott meg.
1989. március 13-án a szilárd hajtóanyagú gyorsítórakéták, Solid Rocket Booster (SRB) segítségével Floridából, a Cape Canaveral (KSC) Kennedy Űrközpontból, a LC39–B (LC – Launch Complex) jelű indítóállványról emelkedett a magasba. Orbitális pályája 90,6 perces, 28,5 fokos hajlásszögű, elliptikus pálya-perigeuma 297 kilométer, apogeuma 308 kilométer volt. Felszálló tömeg indításkor 116 281 kilogramm, leszálló tömeg 88 353 kilogramm. Szállított hasznos teher felszálláskor/leszállásnál 17 280 kilogramm.

## Hasznos teher
1. Sikertelenül tesztelték a tervezett, de később meg nem épült Freedom űrállomás hűtőrendszerének prototípusát. 30 perc alatt elfogyott az energiatartalék, ami túl rövid idő volt.
2. Shuttle Student: négy élő patkányból egy-egy apró csontot kioperáltak, vizsgálva a gyógyulási folyamatot.
3. Shuttle Student: 32 megtermékenyített csirketojás viselkedése űrkörülmények között.
4. Protein kristálynövesztés.
5. Plant Cell Division in Space (CHROMEX) – élettudományi kísérletek kromoszómákkal.
6. IMAX (70 mm) kamera használata – a Föld filmezése (árvizek, hurrikánok, erdőtüzek és vulkánkitörések).
7. A Légierő részére kalibrációs célpont kibocsátása, optikai megfigyeléssel.
8. Autonóm Támogató Rendszer Műszerek (OASIS) – az űrrepülőgép különböző fázisaiban (különböző helyekről) az érzékelők adatait rögzíti és a Földre továbbítja.

### Műhold
A tehertérben rögzített kommunikációs műholdakat a Canadarm (RMS) manipulátorkar segítségével pályára állították. A műhold pályairányba állítását követően az űrrepülőgép 13-16 kilométerre eltávolodott. A műholdat a 60 perc múlva, automatikusan induló PAM–D főmotor sikeresen geoszinkron pályába emelte.

#### TDRS–4
Az első TDRS–1 (Tracking and Data Relay Satellite) adattovábbító műholdat az STS–6 űrrepülőgép legénysége helyezte pályairányba. A TDRS–2 nem került (Challenger-katasztrófa) alkalmazásba. A harmadik TDRS–3 műholdat az STS–26 legénysége állította pályairányba.
Gyártotta a Thompson – Ramo – Woolridge (TRW). Üzemeltette a NASA Goddard Contel Space Flight Center (GSFC). Megnevezései: TDRS–4; TDRS–D. Kódjele: SSC 19883. 
Háromtengelyesen stabilizált műhold, TDR típus. Formája hatszögletű, magassága 6 méter, keresztirányú mérete 3 méter, a napelemek fesztávolsága 17,4 méter (2 kW). Éjszakai (földárnyék) energiaellátását 2 darab NiCd akkumulátor biztosította. Antennái Space Ground Link (SGL), átmérője 2 méter, 2 darab független jelfogó parabolaantenna Single Access (SA), átmérője 4,9 méter, fesztávolsága 13,7 méter. Multiple Access (MA) elektronikusan vezérelt speciális, spirális antenna. Körsugárzó antenna, Ku-sáv antenna, egy kis C-antenna. A pályakorrekciókat gázfúvókák biztosították. Az orbitális egység pályája 1436 perces, 41 fokos hajlásszögű, geoszinkron pálya-perigeuma 35 776 kilométer, apogeuma 3580 kilométer volt. Hasznos tömege 2120 kilogramm. Várható élettartama 10 év. 2011. december 9-én befejezte aktív szolgálatát.

#### Negyedik nap
1989. március 18-án a tervezettnél korábban Kaliforniában az Edwards légitámaszponton (AFB) szállt le, hogy elkerülje a túlzott széláramlatokat. Összesen 4 napot, 23 órát, 38 percet töltött a világűrben. 3 200 000 kilométert repült, 80 alkalommal kerülte meg a Földet. Egy különlegesen kialakított Boeing 747 tetején március 24-én visszatért kiinduló bázisára.

## Személyzet
(zárójelben a repülések száma az STS–29-cel együtt)
- Michael Coats (2), parancsnok
- John Elmer Blaha (1), pilóta
- James Bagian (1), küldetésfelelős
- James Buchli (3), küldetésfelelős
- Robert Springer (1), küldetésfelelős

### Visszatérő személyzet
- Michael Lloyd Coats (2), parancsnok
- John Elmer Blaha (1), pilóta
- James Bagian (1), küldetésfelelős
- James Frederick Buchli (3), küldetésfelelős
- Robert Springer (1), küldetésfelelős